# Bletchley
Bletchley är en ort i civil parish Bletchley and Fenny Stratford, i kommunen Milton Keynes i Storbritannien. Den ligger i grevskapet Buckinghamshire och riksdelen England, i den södra delen av landet, 70 km nordväst om huvudstaden London. Bletchley ligger 82 meter över havet och antalet invånare är 50 193. Den ligger vid sjön Newfoundout. Bletchley var en civil parish fram till 1974. Civil parish hade 17 095 invånare år 1961.
Terrängen runt Bletchley är platt. Runt Bletchley är det tätbefolkat, med 530 invånare per kvadratkilometer. Närmaste större samhälle är Milton Keynes, 5,6 km norr om Bletchley. Omgivningarna runt Bletchley är en mosaik av jordbruksmark och naturlig växtlighet.